# Ano Internacional da Família
O ano 1994 foi proclamado, pelas Nações Unidas, o Ano Internacional da Família pois estava separado. O seu tema foi: "Família, Capacidades e Responsabilidades num Mundo em transformação" e consagrou o dia 15 de Maio como o Dia Internacional da Família, declarando a família como "a pequena democracia no coração da sociedade".